# Lior Raz
Lior Raz (Ma'ale Adumim, 24 de noviembre de 1971) es un actor y guionista israelí, reconocido por su actuación en La profesora de parvulario (2014), Fauda (2015), Haolam Mats'hik (2012) y Gladiator 2 (2024).

## Biografía
Lior Raz nació y pasó su niñez en la ciudad de Ma'ale Adumim, en Israel. Sus padres formaron parte del éxodo judío de países musulmanes. Su padre era originario de Irak y su madre de Argelia, en donde trabajaba de profesora. Tras alistarse a las fuerzas defensa israelíes (FDI), se unió voluntariamente a la unidad de Dovid, en donde recibió formación como soldado de combate y participó en operaciones especiales  y en la lucha contra la insurgencia palestina en (Israel). Posteriormente, se mudó a los Estados Unidos, donde trabajó de guardaespaldas del actor Arnold Schwarzenegger, su esposa María Schreiber y [[Nastassja Kinski]].

### Carrera
A su regreso a Israel, Raz estudió actuación en el estudio de actuación del cineasta y profesor israelí Nissan Nativ. Más tarde actuó en Don Juan (Teatro Gesher) y El descubrimiento de Elijah, obra galardonada en el Festival de Acre. También actuó en Macbeth y The Boys.
También actuó en la serie de televisión Matay Nitnashek, en el papel protagónico como Miki, personaje que estaba casado con Suzi, interpretado por Yael Sharoni, y junto a los actores Lior Ashkenazi, Einat Weizman y Dalit Kahan.
Es reconocido principalmente por su papel de Doron Kabilio, un comandante de la unidad antiterrorista Mista'arvim, en la serie de televisión de género thriller israelí Fauda.

## Vida personal
Raz está casado con la actriz Meital Barda desde 2008 y tienen tres niños.